# Velok István
Velok István (Miskolc, 1947. július 7. – 2019. december 18.) magyar írógépművész.
Miskolcon alkotott. Alkotásai létrehozásához saját technikát fejlesztett ki. Képeit írógépen kikopogtatással, a betűk, számok, jelek harmonikus karaktereinek alkalmazásával hozta létre.

## Élete
Csecsemőként agyhártyagyulladást kapott, emiatt kialakult maradandó mozgásszervi betegsége tolókocsihoz kötötte, amely egész életét meghatározta: képtelen önállóan enni, öltözködni. Intézetekben, kórházakban nőtt fel, ahol iskolázták, ápolták, gondozták, foglalkoztak vele. Betegsége miatt kezeit nem tudta írásra használni, így a leckéit, terveit rendszeresen írógépen írta. Már ekkor megmutatkozott meglepő tehetsége. Az idők folyamán sem hagyta el magát, s akaratával, türelmével kitalálta, kialakította és megvalósította saját alkotásait. Az írógép betűi, számai, jelei segítségével egyedi, előrajzolás nélküli rajzokat, képeket alkotott. Érdekes technikájával térhatást és árnyékolást is képes volt készíteni. Fényképről és emlékezetből dolgozott. Egy-egy alkotása elkészítéséhez körülbelül fél évre volt szüksége.

## Munkássága
- 1981. Rokkantak számára meghirdetett rajzpályázat I. helyezés

## Kiállításai
- 2011. Encs Városi Művelődési Központ „írógépművész” kiállítása
- 2012. Vizsoly, Velok István kiállítás
- 2014. Sajószentpéter, Görög Katolikus Templom, Velok István kiállítás
- 2016. Miskolc, József Attila Könyvtár „Dallamok a gépzongorán” képkiállítás
- 2018. Berente, Művelődési ház, Az írógép művésze

## Egyéb
- Velok István kiállításának videófelvétele